# Estrela de Nanchang
A Estrela de Nanchang, também conhecida como The Star of Nanchang, é uma roda-gigante de 160 metros de altura localizada na zona leste da cidade chinesa de Nanchang, capital da província de Jiangxi. Foi aberta em Maio de 2006, com 61 gôndolas, cada uma transportando até 8 passageiros. Uma única volta na roda-gigante dura aproximadamente 30 minutos. A Estrela de Nanchang e a London Eye foram superadas pela Singapore Flyer em 2008.